# RAI Asigurări
RAI Asigurări a fost o companie de asigurări din România.
A fost înființată în 1992, printre acționari numărându-se și Daniel Tudor, fost președinte al Ardaf.
Generali PPF a preluat Ardaf și RAI în anul 2008.
În anul 2010, RAI Asigurări și-a transferat portofoliul către Generali și a fost închisă.
Cifra de afaceri în 2009: 3 milioane euro